# Requiem dla nieznajomych przyjaciół z s/y Bieszczady
Requiem dla nieznajomych przyjaciół z s/y Bieszczady (znane także jako Requiem dla Nieznajomych Przyjaciół z „Bieszczadów” lub Requiem dla Nieznajomych) – polska pieśń szantowa wykonywana przez zespół Banana Boat. Tekst napisał Paweł Jędrzejko, muzykę skomponował Paweł Konieczny .
Utwór powstał w reakcji na tragedię jachtu s/y Bieszczady, z którą osobiście związani byli członkowie zespołu – Paweł i Maciej Jędrzejko niegdyś na nim pływali. Z tego względu Banana Boat zrzekł się wszelkich korzyści majątkowych wynikających z praw autorskich do piosenki . W późniejszych latach utwór wykonywał m.in. zespół Strata Czasu .
Piosenka opowiada o katastrofie polskiego jachtu staranowanego przez tankowiec, ukazując żałobę po ofiarach, ból po stracie bliskich i hołd oddany tym, którzy zginęli na morzu. Wspomina również jedyną ocalałą osobę oraz podkreśla znaczenie pamięci i kontynuowania żeglugi mimo tragedii. W zakończeniu pojawia się wizja symbolicznego „raju żeglarzy” – miejsca spokoju i harmonii z morzem .
Utwór upamiętnia siedmiu członków załogi s/y Bieszczady, którzy zginęli 10 września 2000 roku po staranowaniu przez hongkoński gazowiec MV Lady Elena u wybrzeży Danii . Katastrofę przeżyła tylko druga oficer, Małgorzata Kądzielewska . Pieśń nawiązuje także do wcześniejszej tragedii – zatonięcia łodzi ratunkowej Mona 8 grudnia 1959 roku .
Requiem dla nieznajomych wykonywany jest a cappella , jego długość wynosi 4:18 . Utwór ukazał się w 2002 roku na płycie Szanty Dla Pajacyka (various, track nr 12)  oraz w 2004 roku na płycie Banana Boat A morze tak, a może nie (track nr 8) . Piosenka była jedną z dziewięciu utworów odcinka nr 134 internetowej stacji radiowej z pieśniami szantowymi Bordel de Mer, poświęconego tragediom na morzu i upamiętniającego setną rocznicę zatonięcia Titanica .